# Robert Hoddle
 (octobre 2011).
Si vous disposez d'ouvrages ou d'articles de référence ou si vous connaissez des sites web de qualité traitant du thème abordé ici, merci de compléter l'article en donnant les références utiles à sa vérifiabilité et en les liant à la section « Notes et références ».
Pour les articles homonymes, voir Hoddle.
Robert Hoddle (20 avril 1794 - 24 octobre 1881 ) fut topographe à Port Phillip dans les années 1830, et le créateur du Hoddle Grid les plans du centre de Melbourne en Australie.

## Jeunesse
Hoddle est né à Westminster, à Londres. Il était le fils d'un employé de la Banque d'Angleterre. Il s'engagea comme apprenti topographe dans la marine britannique en 1812. En 1822, il partit pour la colonie du Cap, en Afrique du Sud, où il travailla pour l'armée

## Topographe en Australie
Hoddle arriva sur la William Penn à Sydney en juillet 1823. Le gouverneur Thomas Brisbane le nomma assistant du topographe en chef John Oxley. Il passa les douze premières années de sa vie en Australie dans le Queensland et à topographier les Montagnes Bleues, travaillant sur le tracé de la route de Bell. Il a également cartographié les sites des villes de Berrima et Goulburn en Nouvelle-Galles du Sud.
Hoddle est arrivé à Port Phillip, le futur site de Melbourne, en mars 1837 et a été nommé au poste de premier arpenteur ses assistants étant D'Arcy et Darke. Il devait reprendre en charge les travaux d'arpentage qui avaient été commencés par Robert Russell. Il y a encore débat pour savoir si c'est Hoddle qui a conçu les plans de Melbourne ou s'il a repris les idées de Russell. La première carte de Melbourne, a été en tout cas achevée le 25 mars 1837. En 1838, les sites de Melbourne, Geelong et Williamstown ont été rapidement mis sur le marché immobilier. Le site de Geelong fut choisi en dépit de l'opposition des autorités de Sydney qui étaient favorables à une installation à Point Henry. Les créations sont une innovation pour des villes australiennes, car le plan des rues de Melbourne et de sa proche banlieue est conçu selon un quadrillage.

## Fin de vie
William Lonsdale nomma Hoddle commissaire-priseur lors de la première vente de terres le 1er juin 1837. Il acheta un terrain pour lui et y fit construire sa maison. Il devint topographe en chef en 1851, et prit sa retraite en juillet 1853 avec une pension de 1 000 £ par an. Il est mort à son domicile à l'extrémité ouest de Bourke Street, l'emplacement de l'actuel bureau de poste central, le 24 octobre 1881.
Il s'était marié deux fois et a laissé une veuve et des enfants. Hoddle Street, à Melbourne Est, porte son nom.

## Peintre
Hoddle a été aussi un artiste. Beaucoup de ses peintures sont à la bibliothèque nationale australienne, la bibliothèque d'État du Victoria et la bibliothèque d'État de Nouvelle-Galles du Sud. Elles montrent des scènes de la vie de Nouvelle-Galles du Sud et de la région de Port Philip. Certaines de ses œuvres ont été mises en vente dans une galerie de Yarra en octobre 2004 et mai 2005.
Entre 1830 et 1836, Hoddle a fait plusieurs visites dans la région maintenant connue sous le nom de territoire de la capitale australienne (ACT), où sa tâche principale a été d'étudier les limites des propriétés des squatters installés. Il est le plus ancien artiste européen connu à avoir peint l'ACT. Certaines des peintures qu'il a faites au cours de cette période sont à la Bibliothèque nationale australienne.